# Wolfenstein 3D
Wolfenstein 3D (в оригинал Wolfenstein 3-D) е видеоигра, за която се смята, че е направила популярен жанра екшън от първо лице при персоналните компютри. Разработена е от id Software, а издадена от Apogee Software на 5 май 1992 г. Работи под DOS. Цялата игра, с всички нива, в компресиран вид се събира на една 1,44 Mb дискета. Пригодена е за голямо разнообразие от платформи: 3D0, Super NES, Game Boy Advance, Acorn Archimedes, Atari Jaguar и Apple IIGS.

## Преглед
В Wolfenstein 3D, играчът е американски войник (полски произход) на име Уилям „B.J.“ Бласковиц, опитващ се да избяга от едноименната нацистка крепост; има много въоръжени пазачи, както и бойни кучета. Сградата има множество тайни помощения, в които могат да се намерят съкровища, храна, аптечки, три вида оръжия и боеприпаси.
Wolfenstein 3D е пусната в продажба като shareware, което позволяваше да бъде копирана многократно. Shareware изданието е един епизод с десет мисии (нива). Търговкото издание се състои от три епизода, влкючващо този от Shareware. Има допълнителен пакет с мисии наречен „The Nocturnal Missions“ („Нощните мисии“), който също се състои от три епизода. Както shareware епизода, всеки епизод от търговското издание и „Нощните мисии“ се състои от десет нива, правейки играта 60 мисии.
Епизодите са:
Оригинална трилогия
- 1. „Escape from Wolfenstein“ (shareware епизод)
- 2. „Operation: Eisenfaust“
- 3. „Die, Führer, Die“

The Nocturnal Missions
- 4. „A Dark Secret“
- 5. „Trail of the Madman“
- 6. „Confrontation“

Играта е била първо издадена за PC, а по-късно портната за Macintosh компютри, Apple IIGS, Acorn Archimedes, Super NES, Atari Jaguar, Game Boy Advance и 3DO. Source code на играта е бил публикуван от id Software на July 21, 1995, започвайки традицията на id Software да предоставят source code на стари игри.